# Рёгоку (станция)

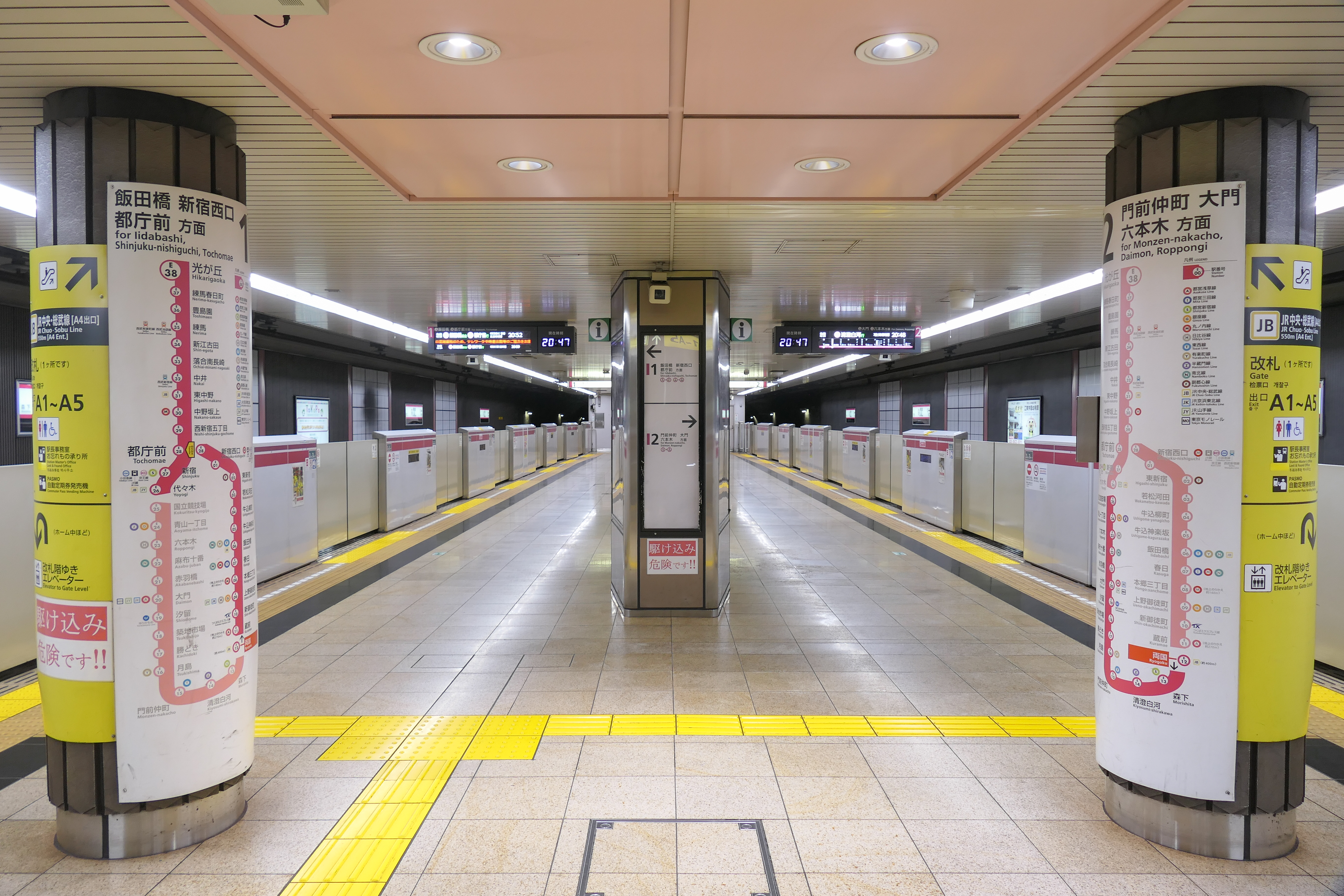
Платформа линии Оэдо

Станция Рёгоку (яп. 両国駅 рё:гоку эки) — железнодорожная станция на линиях Тюо-Собу и Оэдо, расположенная в специальном районе Сумида, Токио. Станция обозначена номером E-12 на линии Оэдо. Неподалёку от станции расположены стадион для проведения соревнований по борьбе сумо Рёгоку Кокугикан и Музей Эдо-Токио. На станции установлены автоматические платформенные ворота.

## История
Станция была открыта 5 апреля 1904 года под названием Рёгокубаси, своё нынешнее название получила в 1931 году. Станция линии Оэдо была открыта в 2000 году.

## Планировка станции

### Линия Тюо-Собу
Одна платформа островного типа и 2 пути. Также существует дополнительная платформа бокового типа и дополнительный путь, по которому ходят не регулярные составы.
| 1 | ■Линия Тюо-Собу                       | Акихабара, Синдзюку, Накано, Митака    |
| 2 | ■Линия Тюо-Собу                       | Кинситё, Ниси-Фунабаси, Цуданума, Тиба |
| 3 | ■Специальная дополнительная платформа | ■Специальная дополнительная платформа  |

### Линия Оэдо
Одна платформа островного типа и два пути.
| 1 | ○Линия Оэдо | Иидабаси, Тотёмаэ |
| 2 | ○Линия Оэдо | Даймон, Роппонги  |

## Близлежащие станции
| «              | «              | Вид обслуживания | »               | »               |
| Линия Тюо-Собу | Линия Тюо-Собу | Линия Тюо-Собу   | Линия Тюо-Собу  | Линия Тюо-Собу  |
| -------------- | -------------- | ---------------- | --------------- | --------------- |
| Асакусабаси    | Асакусабаси    | Local            | Кинситё         | Кинситё         |
| Линия Оэдо     |                |                  |                 |                 |
| Курамаэ (E-11) | Курамаэ (E-11) | -                | Морисита (E-13) | Морисита (E-13) |